# ルーラン海岸
ルーラン海岸（ルーランかいがん）は、北海道石狩市厚田区の北端に連なる海岸線。暑寒別天売焼尻国定公園の一部をなしている。
厚田随一の名勝と謳われたが、21世紀に入ってからは陸路で近づけなくなっている。

## 歴史
明治から大正にかけて、厚田村がニシン景気に沸いていたころ、断崖続きのルーラン海岸にも番屋が建ち並び、親方が何人も活動していた。そして若い衆が急斜面を登って燃料用の木を伐採し、鰊粕などの干し場を作っていたという。ただし居住は漁期などの季節的なものに限られ、ルーラン海岸に定住する者はいなかったと考えられている。
また一帯は景観美でも知られており、厚田村の村勢一覧の1937年（昭和12年）版には「厚田名勝ルーラン」と記され、ブトシマナイの海食洞が取り上げられていた。
1954年（昭和29年）を最後にニシンの大規模な群来が途絶えると、番屋や干し場は跡も残さずに消え去った。それでも名勝地としてのルーラン海岸は健在であり、1971年（昭和46年）に国道231号が開通して、厚田から浜益まで自動車通行が可能となると、海遊びや夕日の名所として人気を博した。
しかし、1996年（平成8年）に古平町で起きた豊浜トンネル岩盤崩落事故が契機となり、断崖直下を走る国道231号のルート変更が取りざたされるようになった。当時の厚田村村長・牧野健一は、海岸に車で行けるルートを残してくれるように北海道開発局に頼んだものの、安全優先のために断念せざるを得なかった。
2003年（平成15年）、ルーラン海岸を内陸側に迂回する太島内トンネルが開通。海沿いを走っていた旧国道は閉鎖され、旧トンネルも入口をコンクリートで密閉されたため、往年の名勝地に近づくことはできなくなった。

## 海岸内の地名
以下、南に隣接する安瀬（やそすけ）地区側から、北の濃昼（ごきびる）にかけて、ルーラン海岸内の各地名を詳述する。
大沢
『北海道蝦夷地名解』ではアイヌ語名称をチカプセトシュナイ（鳥巣川）としている。おそらく日本語話者には発音が難しすぎたので、和名が定着したと思われる。
1967年（昭和42年）の調査では、海に突き出た岩に直径15センチメートル・奥行き10センチメートル余りの横穴が、1.5メートルほどの間隔で23個並んでいることが確認されている。土地の古老の話によれば、この穴に丸太材を差し込み、さらにその上から板を渡して歩行したとのことである。
また川底の岩盤には、直径30センチメートル・深さ20センチメートルほどの縦穴が32個穿たれていたが、これはニシン漁に用いた私設の船着き場の跡だという。
チャラツナイ
アイヌ語ではチャララセナイ（小さな滝川）となる。
かつては浜に石垣を積んで、わずかな土地を平らにし、番屋が設けられていた。そこからつづれ折りの坂道を登ると、崖の上の干し場に通じていた。
この漁場は明治の末期、佐藤東吉の所有であった。東吉は安瀬の実業家・佐藤松太郎の妹の婿で、彼自身も「チャラツナイ」の通称で呼ばれた。
ルーラン
アイヌ語ではルエラン（神様の通る急な坂道）となる。
ここで言う「神様」とはヒグマである。
ブトシマナイ
漢字表記は太島内となる。アイヌ語名称はプヨシュマナイ（洞岩のある川）で、『蝦夷語地名解』によると、海中に洞岩があって船を通せることを意味している。
かつては川をまたいで番屋が建てられており、海から見て左側が漁夫の部屋、川を境にして右側は親方の座敷となっていた。
ルーラン海岸のほぼ中央に位置し、最前面の海食洞にはアモイの洞門、その上に乗る奇岩には義経の涙岩という呼称が付けられている。これらの名称は、厚田村の村勢一覧の1968年（昭和43年）版に初めて記載され、以降定着したらしい。
伝説によると、追討の手を逃れて蝦夷地に渡った源義経が、この地で数夜を明かしたことがあった。そして義経は、岩に照り返した下弦の月が虹色となって海水に映る様を見て郷愁に駆られ、また美しいメノコ（アイヌ女子）たちの姿に静御前を追想しては、涙を流したという。
赤岩
アイヌ語のプレシュマ（赤い岩）を日本語に意訳した名称。

## 関連人物
河合裸石（教師・新聞記者）
厚田尋常高等小学校で代用教員を務めるかたわら、ルーラン海岸と内陸部の濃昼山道をくまなく探索し、1912年（明治45年）に紀行本『ルーラン』を著して、当地の知名度を高めた。
そのほかの著作『蝦夷地は歌ふ』と『熊の嘯』にも、この一帯を素材とした作品が収録されている。
三岸好太郎（画家）
札幌市生まれで、本籍を厚田村十六番地に置いていたにもかかわらず、自筆の年譜に「北海道石狩ルーラン一六番地に生る」と記し、実在しない番地を出生地としていた逸話で知られる。
『好太郎と節子』の著者である澤地久枝は、「ルーラン」という地名のエキゾティックな響きに注目し、出生地の件を「好太郎のハイカラ好みの創作である」と評している。
市川由紀乃（歌手）
2022年（令和4年）8月24日、デビュー30周年の新曲として「石狩ルーラン十六番地」をリリースした。

## 参考資料
- 『厚田村史』1969年9月25日。
- 鈴木紘男 編『あつたの歩み』石狩市厚田区、2006年5月。 NCID BA77151002。
- 黒川伸一 (2021年12月19日). “五感紀行：ルーランの奇勝”. 北海道新聞:  日曜navi 1 - 2面

座標: 北緯43度27分27秒 東経141度24分17秒 / 北緯43.45750度 東経141.40472度